# يونس بحري
يونس صالح بحري الجبوري، وهو رحّالة وصحفي ومذيع وإعلامي وأديب ومؤلف عراقي، ولد في شهر كانون الثاني من عام 1900م، وقيل 1902 في مدينة الموصل، لُقِّب بالبحري ودرس في المدرسة الحربية في إسطنبول وتخرّج ضابطا منها. وفي عام 1921م أكمل دراسته في المدرسة الحربية للخيّالة في مدينة ميونخ الألمانية، وفيها تعرّف على أدولف هتلر. وألف العديد من المؤلفات والكتب، وسافر إلى عدة بلدان وأتقن 17 لغة أجنبية منها؛ اللغة الفرنسية والألمانية والإيطالية والإسبانية والتركية والإنجليزية، وأسّس عدة إذاعات، ويعتبر مؤسس أول إذاعة عربية في قارة أوروبا عام 1939، وهي إذاعة برلين العربية التي كانت تبث من ألمانيا وموجهة إلى أقطار الوطن العربي ومردِّداً عبارته الشهيرة به: (هنا برلين حيَّ العرب)، وكان يذيع على الهواء خطبًا رنّانة، ويلقي خلالها بالشتائم على بعض الملوك والرؤساء، ولقد قابل معظم الشخصيات المشهورة في زمانهِ وحكم عليهِ بالإعدام أربعة مرات، وأثارت شخصيته ولا تزال جدلاً كبيرًا حول طبيعة الأعمال والمهن التي مارسها خلال حياته، حتى إنه جمع بين عدة مهن رغم تناقضها، ولوحظ إنه في فترة من حياته بالهند كان يعمل كمراسل صحفي لأحدى الصحف الهندية، وفي وقت آخر شغل منصب مفتي في إندونيسيا، وكان يعمل في منصب رئيس تحرير جريدة في جاوة وإمام جامع في باريس، ولقب بأسطورة الأرض.

## ولادته ونشأته
ولد يونس بحري في الموصل سنة 1900، وقيل 1902 أو 1903، ونشأ في أسرة كادحة فقيرة في محلة السوق الصغير، وكان والده صالح آغا الجبوري ضابطا في الجيش العثماني برتبة يوزباشي وقد عمل في وحدة وظيفتها تأمين البريد بين إسطنبول وولاية الموصل، ولقد تعلّم يونس القراءة والكتابة والقرآن عند الكتاتيب ثم درس في مدارس الموصل، وفي عام 1921 دخل دار المعلمين في بغداد إلا أنه لم يكملها وطُرد منها بعد ثلاث أشهر، فالتحق بوظيفة كتابية في وزارة المالية التي تركها أيضا في عام 1923، وبعدها سافر إلى خارج العراق سائحاً حيث وصل مدينة إسطنبول وقرر دراسة العلوم البحرية، ولكن الظروف الاقتصادية التي عاشتها تركيا بعد الحرب العالمية الأولى وحرب الاستقلال جعلته يرجع لبلده.

## ترحاله حول العالم
سافر ثانية نهاية عام 1923 في رحلة حول العالم، انطلق نحو الشرق عبر إيران، ومنها ذهب إلى أفغانستان والهند وصولاً إلى الشرق الأقصى وإندونيسيا ثم مر بالصين واليابان، وانتقل عبر البحر إلى الولايات المتحدة وكندا، واكتشف العالم لأول مرة، ثم عبر المحيط الأطلسي ووصل أوروبا، فانتقل من بريطانيا إلى بلجيكا وهولندا وفرنسا وألمانيا، ثم وصل مصر التي وثّق علاقاته بأدبائها ومثقّفيها وكتب في صحافتها، وعاد إلى العراق في عام 1925 باسم (السائح العراقي)، وبعدها غادر إلى الكويت ومنها إلى السعودية حيث اخترق الإحساء ونجد والحجاز وعسير والربع الخالي وحده مشياً على الأقدام حتى وصل إلى اليمن والتقى الإمام يحى بن حميد الدين زعيم اليمن، ومن هناك عبر البحر الأحمر نحو أفريقيا واخترق أرتيريا والحبشة والسودان وعبر الصحراء الكبرى مشياً على الأقدام وحده، وزار الجزائر والتقى في مدينة قسنطينة بالمفكّر الجزائري مالك بن نبي الذي تأثّر به كثيرا كما ذكر ذلك في مذكراته، ووصل بعد 48 يوما إلى جبال الأطلس، ووجد نفسه في المغرب، فزار فاس ومكناس ومراكش والرباط وطنجة، ومن هناك عبر إلى أوروبا نحو إسبانيا وزار فرنسا وألمانيا وبلجيكا وأبحر إلى انكلترا، ودخل مسابقة لعبور بحر المانش، فتقدّم يونس بحري وهو يرفع علم العراق لدخول المسابقة قبل ساعات معدودة من بدئها من دون تحضير سابق أو تدريب، فشارك فيها وعبر البحر وفاز بالمركز الأول مسجلّاً سابقة لا مثيل لها في التاريخ الرياضي العراقي فأطلق عليه تسمية (يونس البحري) ومُنح جواز سفر دبلوماسياً ألمانياً، ثم رجع إلى العراق وكتبت الصحافة العراقية مغامراته الجغرافية، وعاد مثقفا بلغات ومعلومات واسعة، ولقد حصل في ترحاله عبر البلدان على أكثر من خمسة عشر جنسية، واشتغل فيها بمختلف المهن حتى صار لقبه (السائح العراقي) معروفاً في الصحافة العربية، والتي كان يراسلها، ويمدّها بأخبار مغامراته، فقابل بعض الملوك والزعماء، وكان موضع التكريم في كثير في البلدان التي زارها، ورجع إلى العراق سنة 1933 وعاد وألّف عن رحلاته قصصا تصلح حديثا للمجالس.

## الكويت والعراقي

جريدة الكويت والعراقي الصادرة في عام 1931

غادر يونس العراق مرة أخرى عام 1929، ليلتقي بمؤسس المملكة العربية السعودية الملك عبد العزيز آل سعود الذي كان معجباً بهِ وبصديقهِ الكويتي عبد العزيز الرشيد ليكلّفهما بنشر الدعوة إلى الحج في جزر الهند الشرقية، فغادرا معا إلى جنوب شرق آسيا، وانطلقا إلى الشرق الأقصى، ووصل يونس والرشيد جزر إندونيسيا، وأصدرا معا في مدينة جاوة عام 1931 جريدة (الكويت والعراقي)، وأصدر مجلة أخرى هي (الحق والإسلام)، وتزوّج في إندونيسيا واستقر فترة قليلة ثم سرعان ما غادرها.
وعن الصراعات التي خاضها مع الأديب الرشيد في إندونيسيا تذكر صحيفة العمل الموصلية في عددها بتاريخ 19 فبراير 1932م خبراً نصه كالآتي:
(وفد إلى بغداد السائح العراقي يونس بحري من بتافيا عاصمة أندونيسيا عن طريق الحجاز - مصر-ـ فلسطين - سوريا حيث بقي فيها نحو سبعة أشهر بعد أن قام وصديقه الرشيد بمقاومة أفكار المبشرين المستعمرين كما أنهما قاما بدعم الصلح بين الحزبين المتنافرين الرئيسين في البلاد (حزب العلويين) المحافظين على القديم، وحزب (الإرشاديين) المتمردين هناك، وإصلاح ذات البين بينهما علماً بأن في إندونيسيا جمعية لمقاومة التبشير هي جمعية (الإرشاد) وهي عربية بحتة، وجمعية (شركة إسلام والمحمدية) وأعضاؤها من أهل البلاد الأصليين).
ولقد استمرت مجلة (الكويت والعراقي) بالصدور حتى توفي عبد العزيز الرشيد في جاكرتا عام 1938م، ودُفِن في مقبرة العرب، علماً بأن يونس بحري كان قد عاد إلى العراق بعد مرور سنة على تأسيس المجلة.

## إذاعة قصر الزهور ومقتل الملك غازي
وفي عام 1933 عاد إلى العراق فأصدر جريدة باسم (جريدة العقاب)، وفي تلك الفترة عمل مذيعا في إذاعة قصر الزهور التي أسّسها الملك غازي وهي إذاعة عربية، ولقد كان أول من قدم الملك غازي من إذاعة قصر الزهور، وكان صوته الذي يعبّر عن آراء وأفكار الملك غازي، وما بين عامي 1935 و1939 لم يخرج يونس بحري كثيرا خارج العراق عدا زيارته لمنطقة عسير جنوب السعودية وذهابه في مؤتمر لتونس عام 1937، وكذلك مشاركته الرياضية باسم العراق في سباق للسباحة، ومن الطريف إنه شارك في السباق بلا تدريب فكانت النتيجة فوزه بالمركز الأول وحصوله على الميدالية الذهبية، ويقول الأستاذ قاسم الخطاط أنّ يونس بحري دخل ميدان الصحافة في العراق عندما أصدر صحيفة العقاب، وفي شهر نيسان من عام 1939 وفي اليوم الذي وقعت فيه حادثة اصطدام سيارة الملك غازي ملك العراق بعامود الكهرباء وأدّت إلى وفاته، صدرت صحيفة العقاب وكانت صفحتها الأولى مجللة بالسواد، وعنوانها بالخط العريض أعلى الصفحة: (مقتل الملك غازي). وتسبب المقال المنشور في مظاهرات صاخبة في عموم العراق، ونجم عن هذه المظاهرات هجوم المتظاهرين على القنصلية البريطانية في الموصل وحين خرج القنصل البريطاني مونك ميسن قتله عدد من المهاجمين.
وحين ذهب رجال الشرطة إلى بيت يونس بحري لإلقاء القبض عليه وتقديمه إلى المحاكمة، كان قد وصل إلى برلين بطائرة لوفتهانزا حاملا جواز سفر أصدرته لهُ السفارة الألمانية في بغداد، إذ ساعده القنصل الألماني في بغداد على الهرب إلى ألمانيا.
ويعزى السبب في إلقاء القبض عليه من قبل السلطات لأنهُ أشار في المقال المنشور بجريدة العقاب إلى وجود أصابع خفية إنكليزية وراء الحادث للتخلص من الملك الوطني الشاب الذي كان يدعو إلى التخلص من الاستعمار، وكان الملك غازي هو من أسّس إذاعة في قصر الزهور الملكي يدعو فيها إلى الوحدة ومعاداة الإنكليز، وكان يونس بحري هو المذيع الأول في تلك الإذاعة.

## إذاعة برلين العربية

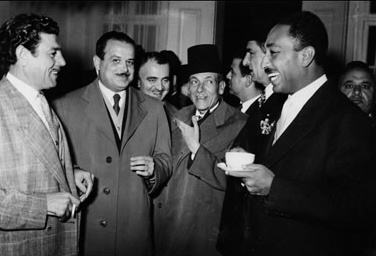
من اليمين إلى اليسار: الرئيس المصري أنور السادات عندما كان الأمين العام للمؤتمر الإسلامي العالمي في بيروت، وعضو البرلمان اللبناني صلاح البزر، والصحفي محمد علي الطاهر، ومدحت فتفت سفير لبنان لدى مصر، والأمير فريد شهاب مدير الأمن العام اللبناني، والصحفي يونس بحري، في المؤتمر الإسلامي المنعقد في بيروت عام 1955

وخلال الحرب العالمية الثانية سافر إلى برلين والتقى فيها بوزير الدعاية النازي باول جوزف غوبلز والدكتور الفريد روزنبرج منظر الحزب النازي، وهناك عمل مذيعا يقرأ التعليقات والتحليلات في محطة إذاعة برلين العربية، مع الأديب المغربي المحدث تقي الدين الهلالي، والمناضل فوزي القطب، وكان يبدأ خطاباته بجملة (حي العرب)، وقد طبع ما أذاعه في الإذاعة عام 1956 في بيروت بكتاب تحت عنوان (هنا برلين)، وبعدة أجزاء.
لقد كان خلال عمله في الإذاعة، يروّج الدعاية النازية والخطاب العدائي لبريطانيا وحلفائها. وأصبح أحد الأشخاص المقرّبين للقيادة الألمانية، يحضر الاحتفالات الرسمية مرتديا الزي العسكري الألماني النازي برتبة مارشال، مرتديا الصليب المعقوف على ساعده، مما أتاح لهُ مقابلة العديد من رموز النازية بما فيهم الزعيم أدولف هتلر والزعيم الفاشي الإيطالي موسوليني.
ومن أجل جذب المستمعين العرب لمحطة إذاعة برلين فقد طلب يونس بحري من غوبلز أن يوافق على بث آيات من القرآن في بداية إرسال الإذاعة، فتردد غوبلز لكنهُ أوصل المقترح إلى هتلر؛ الذي وافق عليه بعد أن شرح لهُ يونس أن بث آيات القرآن عند الافتتاح سيجذب انتباه المستمعين العرب إلى إذاعة برلين، وترك الاستماع لإذاعة (BBC) البريطانية والتي كانت لا تذيع القرآن، فكسبت إذاعة برلين انتباه جمهور المسلمين وأصبحت المفضلة عند العرب، وبعد فترة أحسّت بريطانيا بذلك فبدأت إذاعة (BBC) ببث آيات من القرآن الكريم أيضا، ويقول يونس بحري في مذكراتهِ عن هذه الإذاعة: (حتى وقت ليس بالبعيد، لم تكن تبدو تلك العبارة غريبة على الأسماع، فقد بقيت في أذهان العرب وذاكرتهم، رغم انهيار الرايخ الثالث، وهزيمة ألمانيا، كانت حيّ العرب بصوت يونس بحري، من خلال أثير المحطة الإذاعية العربية التي أسّسها في برلين، والتي يقول عنها: هنا برلين حيّ العرب، بهذه العبارة المدوية افتتحتُ الإذاعة العربية من محطة الإذاعة الألمانية في برلين، وذلك في الساعة السابعة من مساء يوم 7 نيسان/أبريل من عام 1939 أي بعد ثلاثة أيام من مغادرتي بغداد، وكانت الإذاعة العربية التي أشرفتُ على تأسيسها وحدي وتولّيت الإذاعة فيها بمفردي).
وخلال تلك الفترة عمل إماماً وخطيباً في عدد من مساجد الدول الأوروبية، ويقول الأستاذ سمير عبد الله الصائغ معلقاً على عمل يونس بحري في الإذاعة الألمانية :( نعرف أنه عمل في إذاعة برلين وأخرج منها بقرار من الحاج أمين الحسيني بعد أن كان العامل الرئيسي في نجاحها واستحوذ على آذان المستمعين العرب في كل مكان وقد قرر الحسيني إخراجه لأنه لم يكن يلتزم بنصوص البيانات والتعليقات التي كان يعدها المكتب العربي في القدس فقد كان ينفعل ويضيف عبارات قاسية غير مكتوبة في النص وكان يخص الوصي عبد الإله بالقسم الأكبر من شتائمه وكذلك نوري السعيد والملك عبد الله في الأردن).

## بعد الحرب العالمية الثانية

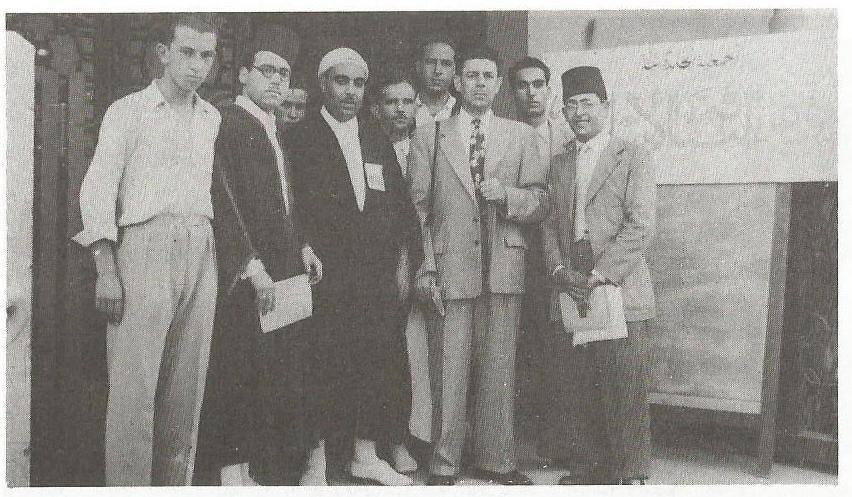
يونس بحري وهو مشارك في مؤتمر الثقافة الإسلامية عام 1949، والذي انعقدت جلساته في ليسي كارنو (معهد بورقيبة النموذجي) في تونس

عمل يونس في محطة إذاعة برلين العربية الداعية لتحرير البلاد العربية من الاحتلالين الإنكليزي والفرنسي، وكانت لهُ علاقات متميزة بالحاج أمين الحسيني مفتي فلسطين، وكذلك الوزير العراقي رشيد عالي الكيلاني باشا، والذين كانا حلفاء للألمان ضد الإنكليز، ولقد هاجم الإنكليز في خطاباته من إذاعة برلين العربية فوصفتهُ الوثائق البريطانية بأنهُ رجلٌ متجرد من المبادئ، وبعد اندحار ألمانيا هرب وتوجّه إلى فرنسا ثم المغرب ووصل بعدها إمارة شرق الأردن التي وصلها بما يشبه المعجزة وهناك التجأ إلى الملك عبد الله أمير شرقي الأردن، ثم رجع إلى بغداد، ثم ما لبث أن سافر إلى لبنان في عام 1955، وكان معروفا لديهم، فيُحتفى بهِ هناك ووثّق البعض علاقتهِ به، وبقي مقيماً في بيروت فترة من الزمن، وكان الصحفي الكبير جبران تويني (أبو غسان) صاحب صحيفة النهار صديقهُ المفضل، ومن بيروت سافر وزار سوريا والأردن، ثم ذهب إلى مصر بطلب من القيادة المصرية الجديدة بعد الثورة عام 1956، واحتفى بهِ الرئيس جمال عبد الناصر وأنور السادات، ولما وصلت أخبار زيارة يونس بحري لمصر إلى أسماع الحكومة العراقية ولقاءاته بالقادةِ المصريين، خشي الهاشميون في العراق والأردن، وبالأخص رئيس الوزراء نوري السعيد أن يكون ليونس بحري دوره الإعلامي في مصر ضد كل من نظامي الحكم في العراق والأردن، فوجد كل من عبد الإله والملك عبد الله في الأردن أن يرسلا بطلبهِ، وأن يصفحا عنه إن اعتذر لهما، ويقررا تجنيدهُ لصالحهما، فما كان منهُ إلا أن قدم للعراق واعتذر فصفحا عنه وعن كل ما ارتكبهُ بحقهما، وما كاله ضدهما من شتائم مقذعة خلال الحرب العالمية الثانية، وطلبه رئيس الوزراء نوري سعيد لأجل توظيفه في إذاعة موجّهة ضد أفكار القومية التي يبثها الإعلام المصري، فوافق على ذلك، لكن بعد وصولهِ بيومين إلى بغداد قامت ثورة 14 تموز وزج بهِ مع المتهمين، لأنه اعتبر من أنصار الدولة الملكية والاستعمار، واعتقل بعد ثورة 14 تموز 1958 مع رجالات الحكم الملكي لمدة سبعة أشهر، وحكم عليهِ بالإعدام وتحول الحكم فيما بعد إلى السجن المؤبد لعدم كفاية الأدلة ثم أُطلق سراحه بعد وساطات من زعماء وقادة عرب وأجانب، وقابله عبد الكريم قاسم وأفرج عنه في لقاء نادر من نوعه، وخرج من المعتقل سنة 1959 ليعمل طباخاً في مطبخ مطعم (بوران) في بغداد في شارع الرشيد، ولكنهُ سعى إلى جمع بعض السياسيين في مطعمهِ، وهناك صادف مرور عبد الكريم قاسم على مطعمهِ والذي تسبب بهربه مرة أخرى من العراق، لأنه ظل معاديا لنظام عبد الكريم قاسم، وبسبب معرفته للعديد من الشخصيات الوطنية والعسكرية في بغداد وتاريخه الوطني فكان يحضر بعض لقاءاتهم لتغيير نظام حكم عبد الكريم قاسم ، حيث أعلن يونس بحري بعد سفره إلى لبنان بأنه كان يحضر اجتماعات الوطنيين لتغيير نظام عبد الكريم قاسم، ثم رجع للعراق بعد حركة شباط 1963، فأصدر بحري كتابا عن حركة شباط باسم أغاريد ربيع، فاستدعاه الرئيس عبد السلام عارف وردَّ اعتبارهِ وكرّمه.
ومما يرويه يونس بحري في مذكراته وما واجهه من أحداث في بغداد بعد خروجه من السجن، حينما دخله بعد ثورة 14 تموز 1958، فيقول: (كنت ذات يوم أتفرج على واجهة مكتبة شيوعية بشارع الرشيد، فتقدم مني ضابط عسكري وقال: (هل أنت يونس بحري؟) قلت: (نعم)، فأشار إلى سيارة جيب عسكرية فصعدت وانطلقت بنا السيارة إلى مبنى وزارة الدفاع، وهناك قال لي رئيس التحقيق بالوزارة وهو يقدّم لي رسالة مكتوبة بخط مرتجف باهت: (أتعرف خط من هذا؟) قلت: (هذا خط ابني الثاني سعد) وبعد أن أشار إليّ بالجلوس وضع الرسالة أمامي، فقرأت ما نصه: (سيادة الحاكم العسكري العام، باسم المقاومة الشعبية أحتج على إطلاق سراح والدي يونس بحري، فهذا الرجل كان جاسوساً لبريطانياً في برلين، ثم انتقل إلى باريس وصار جاسوساً للفرنسيين، إن والدي جاسوس مزدوج ومقامر وعربيد، وهو يستحق السجن إلى الأبد.. أو الموت. (الإمضاء.. سعد يونس بحري).
ثم سافر مرة أخرى وعاد إلى بغداد في عقد السبعينات بعد أن أدركته الشيخوخة وانسلَّ من الذاكرة ولم يعرفهُ أحد.

## من مؤلفاته
كانت لهُ العديد من المؤلفات والمقالات والكتب، ومن أبرزها:
- هنا بغداد، طبع في بغداد 1938.

هتلر والقادة العرب في برلين، وهو الجزء الرابع من كتابه (هنا برلين حي العرب)

- أسرار 2 مايس 1941، أو الحرب العراقية الإنكليزية. طبع في بغداد 1968.
- تاريخ السودان، طبع في القاهرة 1937.
- تونس. طبع في بيروت 1955.
- ثورة 14 رمضان المبارك، أغادير ربيع. طبع في بيروت 1963.
- الجامعة الإسلامية، طبع في باريس 1948.
- الجزائر، طبع في بيروت 1956.
- الحرب مع إسرائيل وحلفائها، طبع في بيروت 1956.
- دماء في المغرب العربي، طبع في بيروت 1955.
- سبعة أشهر في سجون بغداد، طبع في بيروت 1960.
- صوت الشباب في سبيل فلسطين الدامية والبلاد العربية المضامة، طبع في عام 1933.
- العراق اليوم، طبع في بيروت 1936.
- العرب في أفريقيا، طبع في بيروت.
- العرب في المهجر، طبع في بيروت 1964.
- ليالي باريس، طبع في باريس 1965.
- ليبيا، طبع في بيروت 1956.
- محاكمة المهداوي، طبع في بيروت 1961.
- المغرب، طبع في بيروت 1956.
- موريتانيا الإسلامية، طبع في بيروت 1961.
- هنا برلين: حيّ العرب. وطبع في ثمانية أجزاء - بيروت 1956.
- وحدة أم اتّحاد؟ ثلاثة سنوات تخلق أقداراً جديدة: (سورية – العراق – اليمن – الجزائر – الجمهورية العربية المتحدة)، طبع في بيروت 1963.[20][21]

## زواجه وأولاده
كان يونس بحري كثير الزواج فيروى أنه تزوج بأكثر من مائة امرأة، زواجا شرعياً، وكان كثير الطلاق يتزوج ويطلق كلما ارتحل وحلَّ في بلد من البلدان حتى فاق ابن بطوطة في زمانهِ، وكان زواجهُ لأول مرة من امرأة موصلية إسمها مديحة، وأنجب منها إبنين هما لؤي وسعدي، وبنت واحدة هي منى يونس الدكتورة في علم النفس في جامعة بغداد، وصار لؤي دكتورا في علوم الكيمياء في الولايات المتحدة أما سعدي فاشتهر كمحامي وحقوقي، ومن أولاده الفنان العراقي المعروف هاني هاني، وقائد القوات البحرية رعد يونس بحري في الفلبين.
وفي 29 فبراير 1929 التقى بفتاة هولندية في مدينة نيس الفرنسية، وقد أراد الزواج بها، ولكنها لم ترد السفر الكثير وأرادت الاستقرار، والفتاة اسمها جولي فان در فين (julie van der veen)، ثم يتركها ويسافر ويلتقي بجولي مرة أخرى في عام 1939 التي كانت باقية على علاقة غرامية معهُ لأكثر من عشر سنوات تبادلا فيها رسائل الحب باللغة الألمانية حتى تزوجا لاحقا عام 1939.
وبلغ عدد أولاده أكثر من مائة ولد من زيجاتهِ المختلفة، وقيل مائتان، ولقد ذكر ذلك لأحد أصحابه في مجلس حضره مع الملك فيصل الأول عندما هنّأه بولادة ولده الستين، أما في عدد زيجاته فلقد تفوّق على الجميع في العدد، ولقد سأله أحد الصحفيين وكان يونس بحري في نهايات عمره: كيف تزوجت هذا العدد الكبير من النسوة، وأنت مسلم، والإسلام لا يبيح إلا أربع زوجات؟ فقال : (أنا لم أتبع إلا الشرع، ولم أنكح إلا كما جاء في القرآن. إمساك بمعروف وتسريح بإحسان).

## كتب الفت عنه
- مذكرات شاهد للقرن، تأليف مالك بن نبي، طبع سنة 1404هـ/ 1984م.[23]
- كتاب مذكرات الرحالة يونس بحري في سجن أبو غريب مع رجال العهد الملكي في العراق بعد مجزرة قصر الرحاب عام 1958، تأليف خالد العاني، طبع سنة 1426هـ/ 2005م.[24]
- أُلفت عنهُ أُطروحة للحصول على شهادة الماجستير في الأدب بعنوان: (السندباد الحديث) في ألمانيا النازية ودور الصحافي العراقي يونس بحري (1903-1979) في الدعاية الإذاعية العربية من برلين خلال الحرب العالمية الثانية. وهي أطروحة للحصول على درجة الماجستير في الآداب بتخصص التاريخ الحديث في كلية الآداب جامعة رادبود نيميجن، فينراي، وبتاريخ 15 مارس 2016 وحصل عليها الطالب: لوسيان مارتن.
- ألّفت ابنته الأستاذة الدكتورة منى يونس بحري كتابا بعنوان أوراق جامعية (اضمامات)، وهو كتاب يتضمن حياة الكاتبة وما فيها من قصص وعبر بالإضافة إلى عملها كأستاذة في كلية التربية بجامعة بغداد واهتمامها بالطفل والبيت والمجتمع وتصويرها للمجتمع العراقي عبر الأجيال الماضية وما فيها من نوادر وعبر وألم ونصح، وطبع في عام 2012.[25]

## من أقواله ونوادره
- ذكر في سيرته الذاتية: (ولد في أول القرن العشرين، وتحديداً في الشهر الأول منه؛ وأسّس في حياته 16 إذاعة، وأتقن 17 لغة، وحمل 15 جنسية، وتزوج 90 إمرأة زواجًا شرعيًّا، وأكثر من 200 زواج مدني، أنجب 365 ذكرًا، ولا يعلم عدد الإناث، كان عنده أكثر من 1000 حفيد، قابل معظم رؤساء العالم، ولهُ صداقات معهم، وحكم عليه بالإعدام أربع مرات).[26]
- من النوادر التي حدثت لهُ في السجن أثناء اعتقاله بعد ثورة 14 تموز 1958 إنه كان سجيناً مع توفيق السويدي (رئيس وزراء العراق الأسبق في العهد الملكي) في قاعة واحدة، وكان كلاهما يُكنّى بأبي لؤي، وفي يوم من الأيام جاء ضابط السجن منادياً: من هو أبو لؤي؟ فخاف توفيق السويدي لأنهُ توقّع أن يكون وراءه شراً ولم يجب. وأجابه يونس بحري وكانت المفاجأة أن الضابط أحضر مظروفاً يحوي مائة دينار فوقع بحري باستلامها وأخذها، وبعد أيام جاءت رسالة إلى توفيق السويدي تقول: هل استلمت المائة دينار؟.
- من الطرائف التي ذكرت في حديث لهُ قبل وفاته بفترة قصيرة أن جاءه أحد الزوار وكان يتحدث بشكل بطولي عن مقدرتهِ حيث خدع أحد أفراد شرطة الحدود وهرب بعض المواد حين دخولهِ عبر حدود العراق من الحدود التركية. وبعد مغادرة هذا الزائر قال يونس بحري: (ضحكنا على ذقون ملوك ورؤساء سنين طويلة وهذا يتفاخر بأنه خدع شرطياً).[14]
- نشرت مجلة الأسبوع العربي مقالاً للمحرر أسعد السمّان جاء فيهِ الآتي: ((نشر أحد أصدقاء يونس بحري من الصحفيين اللبنانيين وإسمه (أديب...) نعياً في مجلة السياحة اللبنانية ليونس بحري وعنوانه كما يأتي : (الرجل الذي مات في رمال الصحراء... دون أن يحس به أحد). ووصلت مجلة السياحة إلى أبو ظبي، فقرأ يونس نعيه فيها. وروى يونس لبعض الأصدقاء أنه أراد امتحان إخلاص (الصحافي أديب) في مدى عاطفته الجيّاشة، فنجح الصحافي فيما جاش به مقاله، فكتب لهُ رسالة شكر على هذا الرثاء، ودعاهُ إلى أبو ظبي ليتأكّد بنفسهِ أنه لا يزال على قيد الحياة. ويكمل أسعد السمان مقاله قائلاً: والطريف أن الشيخ زايد بن سلطان حاكم أبو ظبي سأل يونس عن خبر موتهِ وقدّم إليه تعازيه على سبيل المزاح، وعندما زارت المطربة أم كلثوم أبو ظبي أخيراً، قام يونس بزيارتها في الفندق الذي سكنته، ولم يكد يطل عليها في جناحها في فندق العين، حتى بادرتهُ قائلةً: (البقية بحياتك)، ثم استطردت تمازحه (كيف بُعثتَ من جديد؟) فأجابها: (عندما سمعتُ أنكِ ستغنين في أبو ظبي). والطريف أن يونس يومها قد تزوج الزوجة رقم 91 وهي من سوريا)).[27]
- حدثت لهُ قصة طريفة عام 1954، عندما كان مقيما في فرنسا وهو يشغل منصب رئيس تحرير لصحيفة عربية اسمها (جريدة العرب)، والصادرة من باريس، فطالبته بلدية باريس بضريبة مقدارها ثلاثة ملايين فرنك متراكمة عليهِ لم يدفعها عن فترة إصدارهِ لهذه الصحيفة، وكان القانون الفرنسي آنذاك يعفي من الضرائب لكل من أنجب 12 ولداً، فأخبرهم إنه لديه أكثر من هذا العدد من الأولاد، فطالبوه بإثبات ذلك، فذكر أسماء 45 منهم، وأماكن سكناهم حول العالم، فخرج موظفوا بلدية باريس في حدث فريد من نوعهِ للبحث عنهم ووجهت لهم دعوة للحضور، وجمعت البلدية أولاده واستضافتهم لمدة شهر في فرنسا معه وعلى حسابها الخاص، وكان لقاءاً نادراً ذكرتهُ مجلات وصحف أجنبية عديدة في أوروبا بوقتها، وأعفي من الضرائب على أثر ذلك.[ا]

## وفاته
مكث يونس بحري أواخر أيامه في بغداد في بيت ابن عمهِ الصحفي نزار محمد زكي (الذي كان مدير مكتب وكالة الأنباء في بيروت)، وتوفي في مستشفى الراهبات ببغداد يوم 30 أيار/مايو 1979، وكان سبب الوفاة حادث دهس بسيارة مسرعة، ودُفِن في مقبرة الغزالي، ولقد دفنته البلدية على نفقتها حيث مات فقيراً مُعدماً.
وأوردت وكالة الصحافة الفرنسية ووكالة رويترز خبر موتهِ، ونشرتهُ جريدة النهار اللبنانية على صفحتها الأولى.
وقال فيهِ الشاعر الكويتي خالد الفرج قصيدة رثاء من 64 بيتاً كان مطلعها:

## وصلات خارجية
- مقال «هنا برلين حيّ العرب!»
- مقطع صوتي ليونس بحري من إذاعة برلين العربية، على موقع يوتيوب[29]
- محاضرة عن سيرة الملك عبد العزيز في كتابات يونس بحري، على موقع يوتيوب[30]
- موقع السائح العراقي يونس بحري على شبكة الإنترنت[10]